# Arthur Fry
Arthur Fry (Minnesota, 19 d'agost de 1931) és un inventor jubilat i científic nord-americà. És reconegut com el cocreador del Post-it (papereta adhesiva), un element de material d'oficina fabricat per 3M. L'any 2006, la nota adhesiva es venia en més de cent països.
El 1953, mentre que encara assistia a l'escola de pregrau, Fry va començar a treballar a 3M (llavors Minnesota Mining and Manufacturing Company) com a investigador de desenvolupament de nous productes. Va treballar en el desenvolupament de nous productes al llarg de la seva carrera a 3M fins a la seva jubilació en la dècada de 1990.
Post-it, el producte pel qual és més conegut, va néixer el 1974. Fry va assistir a un seminari impartit per un altre científic de 3M, Spencer Silver, que havia desenvolupat un adhesiu únic el 1968. Aquest adhesiu tenia una estructura molecular inusual, donant prou força com per aferrar-se als objectes, però era prou feble com per permetre una unió temporal. Silver buscava un ús comercial per a la seva invenció. Fry va utilitzar alguns dels seus experiments per escriure notes al seu cap. Aquest ús el va portar a ampliar la seva idea original en el concepte que es finalment va esdevenir el Post-it. Els pòstits són petits fulls de paper autoadhesiu de diverses dimensions, formes i colors. S'usen per a escriure notes recordatòries per a enganxar-les després en qualsevol tipus de superfície. És una marca registrada, propietat de la companyia 3M.
Se'n fabriquen de diverses dimensions, formes i colors, encara que la grandària típica és un quadrat de 7,6 cm de costat, de color groc. A la part del darrere tenen una franja adhesiva que permet enganxar i desenganxar-los sobre qualsevol classe de suport sense deteriorar-lo.